# 绿珠螺
绿珠螺（学名：Smaragdinella calyculata），是头楯目翡翠螺科翡翠螺属的一种。主要分布于印度尼西亚、台湾，常栖息在潮间带岩礁。